# Gabrielle Carteris
Gabrielle Anne Carteris (født 2. januar 1961) er en græsk-amerikansk skuespillerinde, der er mest kendt for sin rolle som Andrea Zuckerman i de første sæsoner af tv-serien Beverly Hills 90210.

## Biografi

### Opvækst
Carteris er født den 2. januar 1961 i Scottsdale, Arizona, USA som datter af Marlene, en ejendomsmægler og Ernest Carteris, en restaurantejer. Hun har en tvillingebror, James. Hun er jødisk . Hendes forældre blev skilt 6 måneder efter hun blev født, hvorefter Carteris' mor flyttede med børnene til San Francisco, Californien, hvor hun oprettede en børnetøjsbutik. Efter at have gået på high schoolen "Marin County" i Californien, fik Carteris øjnene op for skuespil og hun begyndte at studere ballet og var som 16-årig med på en europæisk turné som mimer. Hun dimitterede fra "Sarah Lawrence College" i 1983 med en bachelorgrad i "liberal arts".

### Karriere
I 1990'erne fik Carteris rollen som den ambitiøse skolebladsdirektør Andrea Zuckerman i tv-serien Beverly Hills 90210. Med alderen 29 år, var hun den ældste i gruppen. Hun forlod serien i 1995 og blev vært på sit eget talk show, som kun holdt 1 enkel sæson. I 2003 var hun med i den første sæson af stjernespækket realityshow The Surreal Life. Hendes seneste projekt har været som Elektras stemme i Marvel: Ultimate Alliance. Carteris har også medvirket i den amerikansk udgave af Vild med dans, nemlig Dancing with the Stars.

### Privat
Carteris blev den 3. maj 1992 gift med Charles Isaacs, en børsmægler og de har sammen 2 døtre, Kelsey Rose (født 11. maj 1994) og Mollie Elizabeth (født 8. februar 1999).

I 2006 fik Carteris en skade i sit ansigt under optagelserne til en tv-film i Vancouver, Canada, der delvist lammede hendes ansigt og påvirkede hendes udtale i 6 måneder bagefter. Hun er kun 1.55 m høj, og var dermed den laveste af Beverly Hills-gruppen.

## Filmografi
| År        | Titel                                        | Rolle                      | Bemærkninger                                          |
| --------- | -------------------------------------------- | -------------------------- | ----------------------------------------------------- |
| 1987      | CBS Schoolbreak Special                      | Nancy                      | Episoden: What If I'm Gay?                            |
| 1987-1988 | ABC Afterschool Specials                     | Cecile                     | Episoderne: Date rape Seasonal Differences            |
| 1988      | Another World                                | Tracy Julian               | Ukendt antal episoder i serien                        |
| 1989      | Jacknife                                     | Collegepige i baren        |                                                       |
| 1990-1995 | Beverly Hills 90210                          | Andrea Zuckerman           | Tv-serie                                              |
| 1992      | Raising Cain                                 | Nan                        |                                                       |
| 1995      | Seduced and Betrayed                         | Cheryl Hiller              | Tv-film                                               |
| 1995      | Danielle Steel's Mixed Blessings/Livets gave | Diana Goode Douglas        | Tv-film                                               |
| 1996      | To Face Her Past                             | Megan Hollander            | Tv-film                                               |
| 1996      | TV's All-Time Funniest Sitcom Weddings       | ---                        | Tv-film                                               |
| 1996      | Gargoyles: The Goliath Chronicles            | Amy Schummer               | Stemme Episoden: And Justice for All                  |
| 1996-1998 | Touched by an Angel                          | April Campbell Linda Craig | Episoderne: The Portrait of Mrs. Campbell The Trigger |
| 1998      | The Love Boat: The Next Wave                 | Brenda                     | Episoden: All Aboard                                  |
| 1999      | Big Guy and Rusty the Boy Robot              | Dr. Erika Slate            | Ukendt antal episoder i serien                        |
| 1999      | King of the Hill                             | Julie                      | Episoden: Take Me Out of the Ball Game                |
| 2000      | Batman Beyond                                | Sable Thorper              | Stemme Episoden: King's Ransom                        |
| 2001      | Full Circle                                  | Alice                      |                                                       |
| 2001      | Strong Medicine                              | Freddie Gosling            | Episoden: Mortality                                   |
| 2001      | Malpractice                                  | Ellen Robertson            |                                                       |
| 2001      | JAG                                          | Michelle Stoechler         | Episoden: Mixed Messages                              |
| 2002      | La Pucelle                                   | Angelique                  | Stemme Videospil                                      |
| 2002      | Trapped: Buried Alive                        | Emily Cooper               | Tv-film                                               |
| 2002      | NYPD Blue                                    | ---                        | Episoden: Low Blow                                    |
| 2002      | Forgotten Realms: Icewind Dale II            | ---                        | Stemme Videospil                                      |
| 2002      | For the People                               | Tracy Smith                | Episoden: Textbook Perfect Marci X                    |
| 2002      | Minority Report                              | Agatha                     | Stemme Videospil                                      |
| 2003      | The Agency                                   | Jamar Akils kone           | Episoden: An Isolated Incident                        |
| 2003      | Arc the Lad                                  | Nafia                      | Stemme Videospil                                      |
| 2003      | Nip/Tuck                                     | Ellie Collins              | Episoden: Kurt Dempsey                                |
| 2004      | Combustion                                   | Lourie Harper              | Tv-film                                               |
| 2004      | Shout About Movies                           | ---                        | Stemme Videospil                                      |
| 2005      | A Lover's Revenge                            | Detektiv Sparks            |                                                       |
| 2005      | The Toy Warrior                              | ---                        | Stemme                                                |
| 2005      | Palmetto Pointe                              | Logans mor                 | Episoden: Hello, Goodbye                              |
| 2005      | Crossing Jordan                              | Dawn McGuire               | Episoden: Enlightenment                               |
| 2005      | Deck the Halls                               | Holly                      | Tv-film                                               |
| 2006      | Drake & Josh                                 | Dr. Phyllis                | Episoden: Dr. Phyllis Show                            |
| 2006      | Avatar: The Last Airbender                   | ---                        | Stemme Episoden: The Blind Bandit                     |
| 2006      | Marvel: Ultimate Alliance                    | Elektra                    | Stemme Videospil                                      |
| 2007      | Plot 7                                       | Amy McCarthy               |                                                       |
| 2007      | Dimples                                      | Sharon                     |                                                       |
| 2007      | Spider-Man 3                                 | Sig selv                   | Stemme Videospil                                      |
| 2008      | Print                                        | Kathy                      | Optagelser i gang                                     |

## Ekstern kilder/henvisninger
- Gabrielle Carteris på Internet Movie Database (engelsk)
- Gabrielle Carteris på Svensk Filmdatabas (svensk)
- Gabrielle Carteris på AlloCiné (fransk)
- Gabrielle Carteris på AllMovie (engelsk)
- Gabrielle Carteris på The Movie Database (engelsk)
- Southern, Nathan. (n.d.) "Gabrielle Carteris: Biography Arkiveret 17. november 2007 hos  Wayback Machine." (n.d.). All Movie Guide. Retrieved 3. juni 2007.

1. ↑  "The Daily Bruin – Star aims to save planet with painted message". Arkiveret fra originalen 16. september 2008. Hentet 30. maj 2008.